# Rubinski laser
Rubinski laser je laser s krutom jezgrom. Kao jezgru, koristi štapić od rubina. Rubin je aluminijev oksid dopiran atomima kroma u obliku trostruko nabijenog kationa. Ti atomi kroma su aktivni medij u rubinskom laseru. Štapić rubina je najčešće sintetiziran umjetnim putem.
Rubinski laser je trostupanjski laser. Atomi kroma se pobuđuju optičkim putem u niz d orbitala. d orbitale, u interakciji s ostatkom kristala čine široke vrpce, pa se na atomima kroma apsorbira relativno široki raspon valnih duljina. Iz tih vrpci, atomi se relaksiraju u metastabilno stanje. Relaksacija je brza (nekoliko pikosekundi), i događa se neradijativno: ne emitiraju se fotoni, nego se energija troši u obliku topline. Metastabilno stanje ima vrijeme života oko 4 milisekunde. Lasersko djelovanje se događa između metastabilnog i osnovnog stanja. Lasersko zračenje ima valnu duljinu 694.3 nm, što odgovara crvenom svjetlu. Kao pobuda laserskog medija koristi se ksenonska bljeskalica.
Rubinski laser je bio prvi laser koji radi u vidljivom dijelu spektra. Izradio ga je Theodore H. Maiman u Hughes Research Laboratories u Kaliforniji. Prvi rubinski laser je imao ksenonsku bljeskalicu u obliku spirale, omotane oko štapića od rubina.